# هزة مستبقة
الهزة المستبقة أو سوابق الهزة الأرضية أو الهزة الأمامية (بالإنجليزية: Foreshock)، هو زلزال يحدث قبل الزلزال الأصلي الكبير، ويرتبط به في الزمان والمكان. ولا يمكن تحديد الهزة المُستبقة مثل الزلزال أو الهزة الرئيسية أو الهزة الارتدادية إلا بعد حدوث التسلسل الكامل للأحداث.